# Banneux-Kapelle (Lichtenbusch)

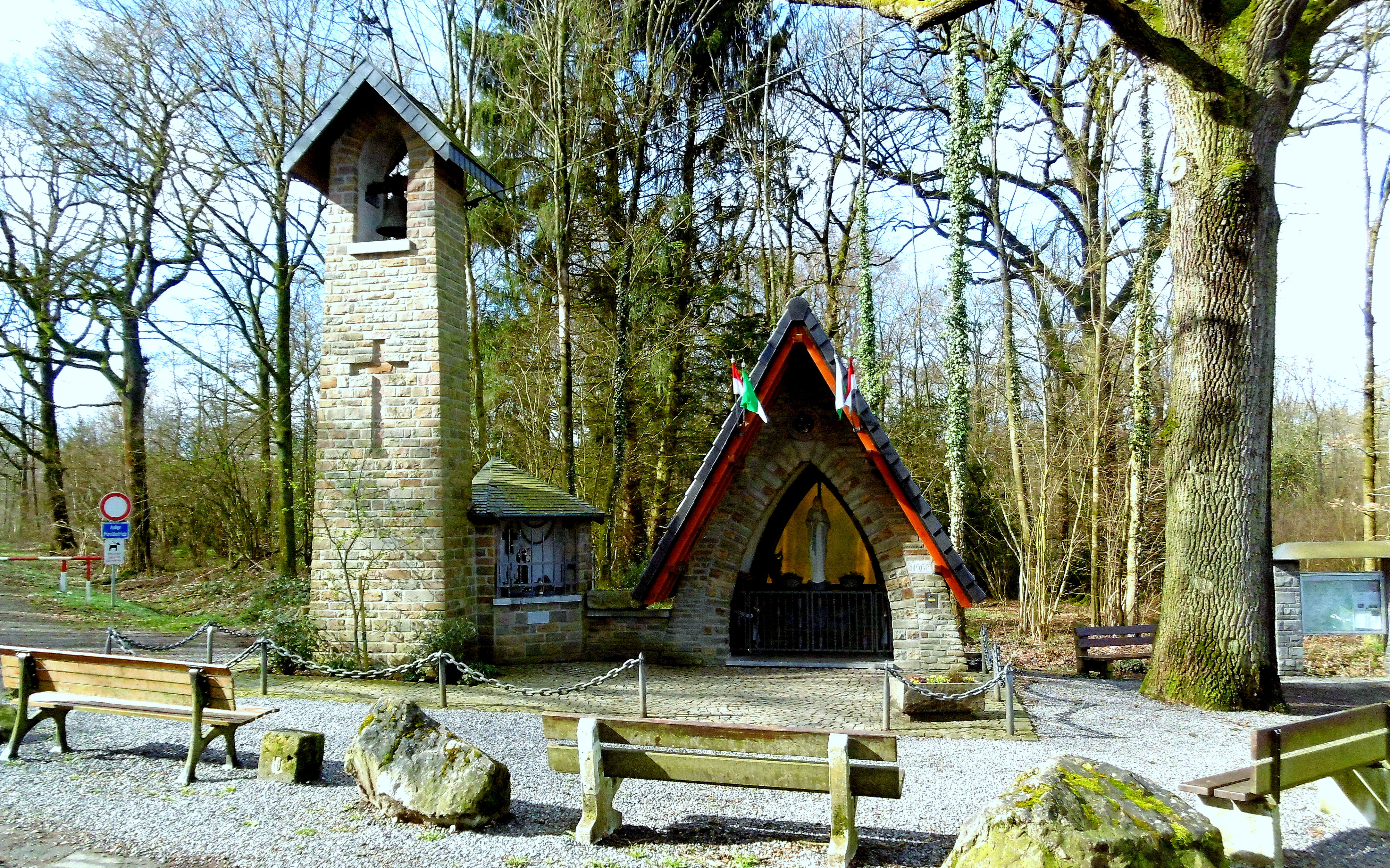
Banneux-Kapelle (2024)

Die Banneux-Kapelle ([banø]) Gebetsstätte Lichtenbusch, Jungfrau der Armen in Eynatten-Lichtenbusch in der Deutschsprachigen Gemeinschaft von Ostbelgien wurde 1968 an der Ecke Raerener Straße/Totleger erbaut und der Jungfrau Maria geweiht. Ihr Name steht in Bezug zum belgischen Wallfahrtsort Banneux in der Gemeinde Sprimont, dem Marienerscheinungen zugeschrieben werden.
Die Kapelle ist ein Gemeinschaftsprojekt der Bürger beiderseits der Grenze des deutsch-belgischen Ortes und wird wegen der Idee eines Wirts, Bau und Unterhalt der Kapelle unter anderem durch Bußen für öffentliches Fluchen zu finanzieren, im Volksmund auch „Leck-mich-am-Arsch-Kapelle“ genannt.

## Geschichte

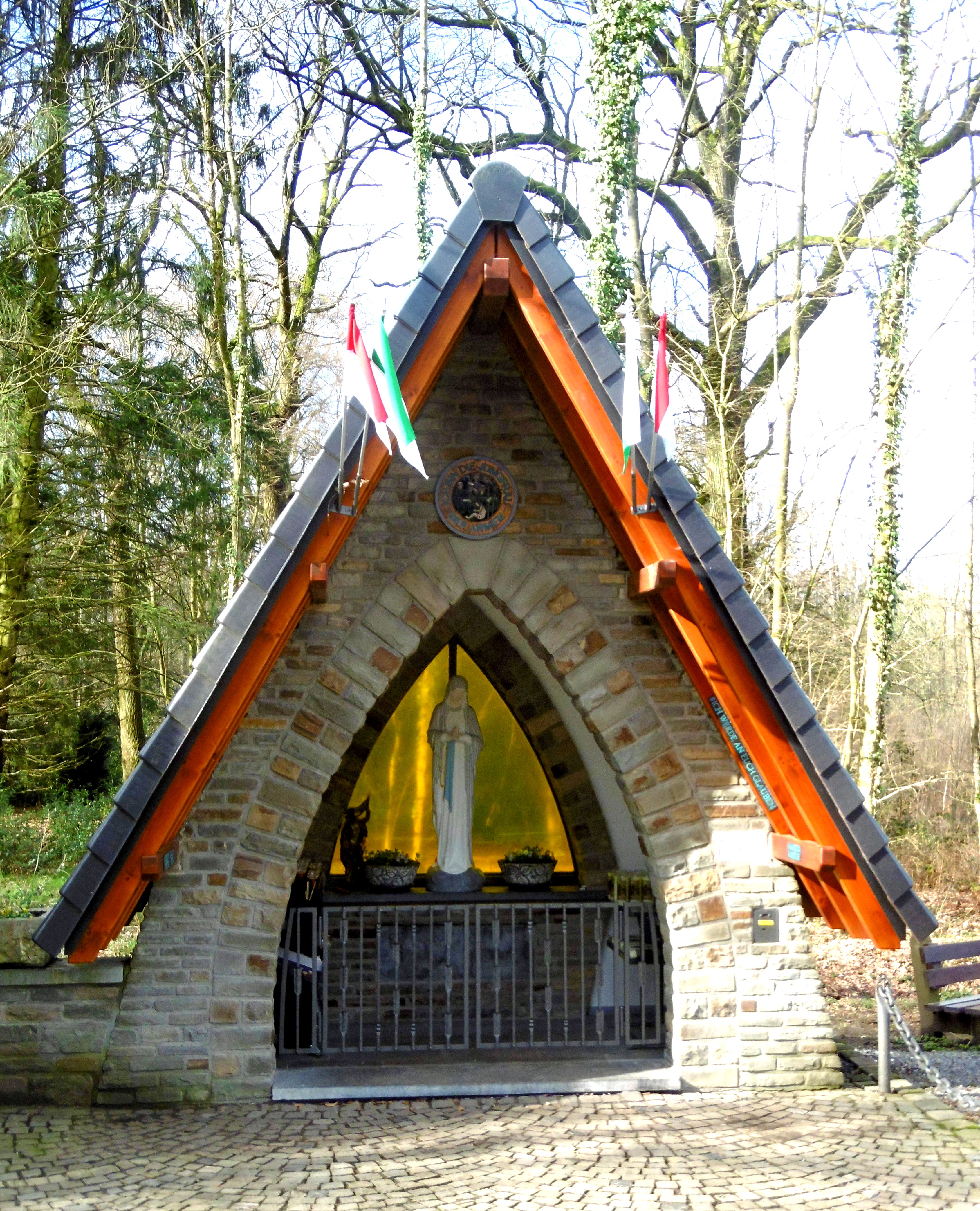
Marienkapelle

Die Initiative zum Bau der Kapelle geht auf den im Jahr 1991 verstorbenen Eynattener Pfarrer Leon Dederichs zurück, der regelmäßig nach Banneux gepilgert war. Von dort brachte er 1967 ein geschenktes Duplikat der Muttergottesstatue mit, das er zunächst in der Gaststätte Schumacher in der Raerener Straße in Lichtenbusch deponierte. Ziel sollte jedoch sein, die Statue in einer neu zu errichtenden Kapelle öffentlich aufzustellen, für die zunächst Gelder beschafft werden mussten. Der Wirt der Gaststätte machte dazu den Vorschlag, dass jeder Gast eine Deutsche Mark oder 20 belgische Franken für einen ausgesprochenen Fluch zahlen musste. Auf diese Weise kam genügend Geld zusammen, um den Bau der Kapelle zu verwirklichen, auch weil das Fluchen absichtlich forciert wurde. Die Dorfbewohner einigten sich darauf, die Straßenecke Totleger/Raerener Straße direkt am Rand des Gemeindewaldes und am Grenzstein der deutsch-belgischen Grenze als Standort für die Kapelle zu wählen, obwohl der örtliche Förster wegen der Gefahr von Waldbränden strikt vor dem Bau an diesem Platz gewarnt hatte. Trotz dieser Bedenken wurde die Kapelle genau dort erbaut und 1968 mit der offiziellen Bezeichnung „Banneux-Kapelle Gebetsstätte Lichtenbusch, Jungfrau der Armen“ eingeweiht.

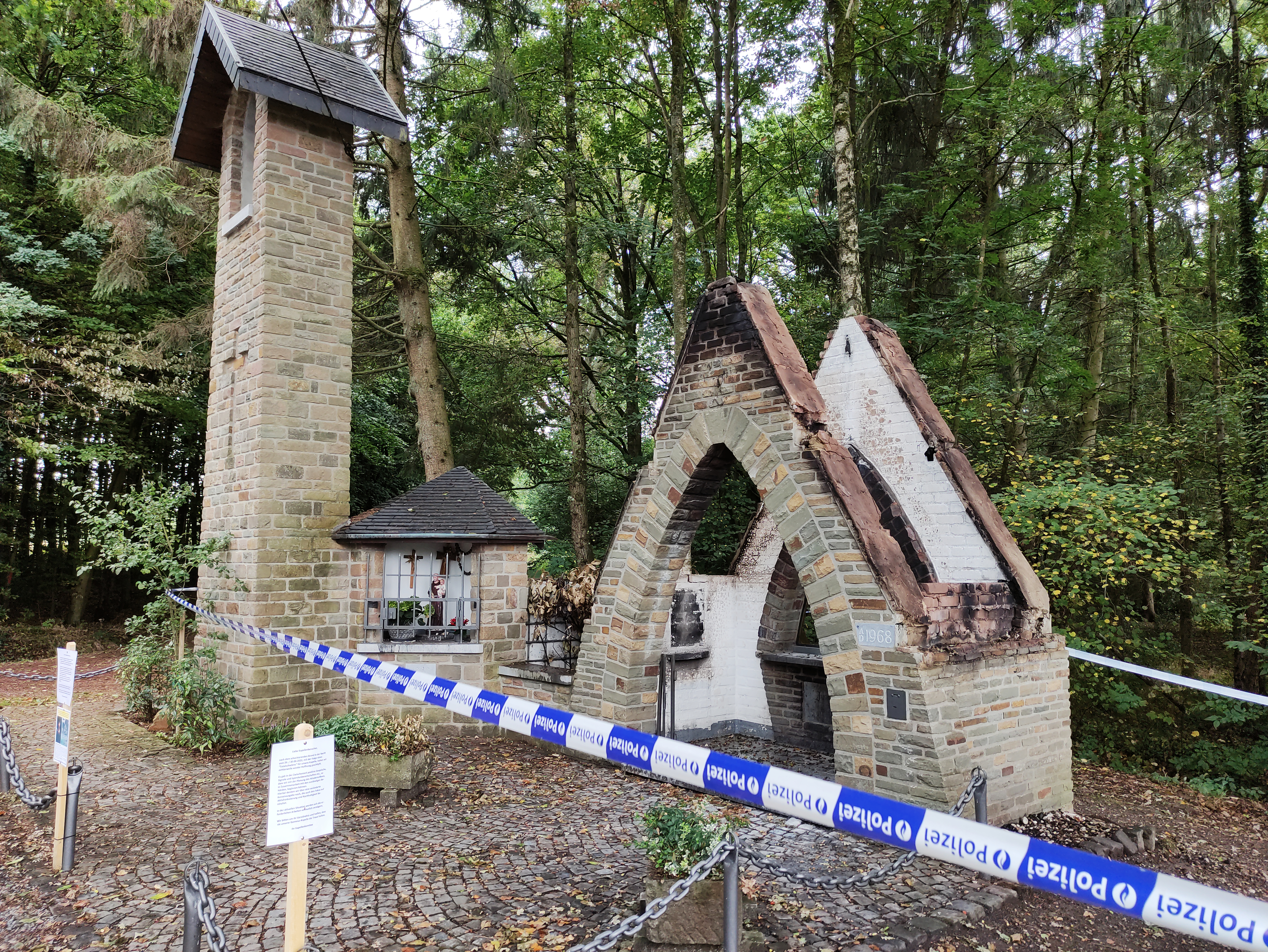
Brandschäden 2022

Die Kapelle wurde nicht der belgischen oder deutschen Kirchengemeinde angegliedert, sondern sollte der gesamten Dorfbevölkerung gehören. Ihre Betreuung einschließlich der Pflege der Außenanlage, des Kerzenverkaufs und der Opferstockleerung oblag der königlichen St.-Hubertus-Schützenbruderschaft aus Belgisch-Lichtenbusch mit ihrem im Jahr 2018 verstorbenen Präsidenten Friedel Vogel, dem Wirt des Gasthauses Schumacher und einem weiteren Bürger. Nun konnten allmählich auch weitere Geldmittel aus dem Opferstock der Kapelle aufgebracht werden, mit denen 1991 die Erweiterung um einen kleinen Antonius-Bildstock und der Bau eines Glockenturms möglich waren, die beide ein Jahr später eingeweiht wurden. Darüber hinaus konnten mit den Einnahmen aus dem Kerzenverkauf unter anderem die „Nele und Hans Bittmann-Stiftung“ in Aachen, SOS-Kinderdörfer, der Verein Schwerkranke Kinder Aachen, das Sozialpädiatrische Zentrum in Aachen (SPZ), die Schulgemeinschaft Lichtenbusch sowie der Förderverein Palliativmedizin und die Behindertenschule Kleebach unterstützt werden. Im Oktober 2019 wurde mit den beiden Pfarrgemeinden aus Eynatten und Lichtenbusch feierlich das 50-jährige Bestehen der Kapelle gefeiert.
Mehrmals bewahrheitete sich die Warnung des Försters; es kam bisher zu vier Bränden, zuletzt in der Nacht vom 29. auf den 30. August 2022. Kriminaltechnische Untersuchungen ergaben keine Brandstiftung, sondern legten sich auf Funkenflug fest. Die Schäden durch den letzten Brand waren am schwersten und betrafen diesmal vor allem die Marienkapelle selbst. Vierzehn Monate dauerten der Wiederaufbau und die Sanierung der Gesamtanlage, deren Kosten sich auf rund 22.500 Euro beliefen, finanziert aus Leistungen der Feuerversicherung sowie zweckgebundenen Spenden in Höhe von rund 3.600 Euro. Am 27. Oktober 2023 weihte Pastor Peter Dries die Kapellenanlage neu ein.

## Baucharakteristik

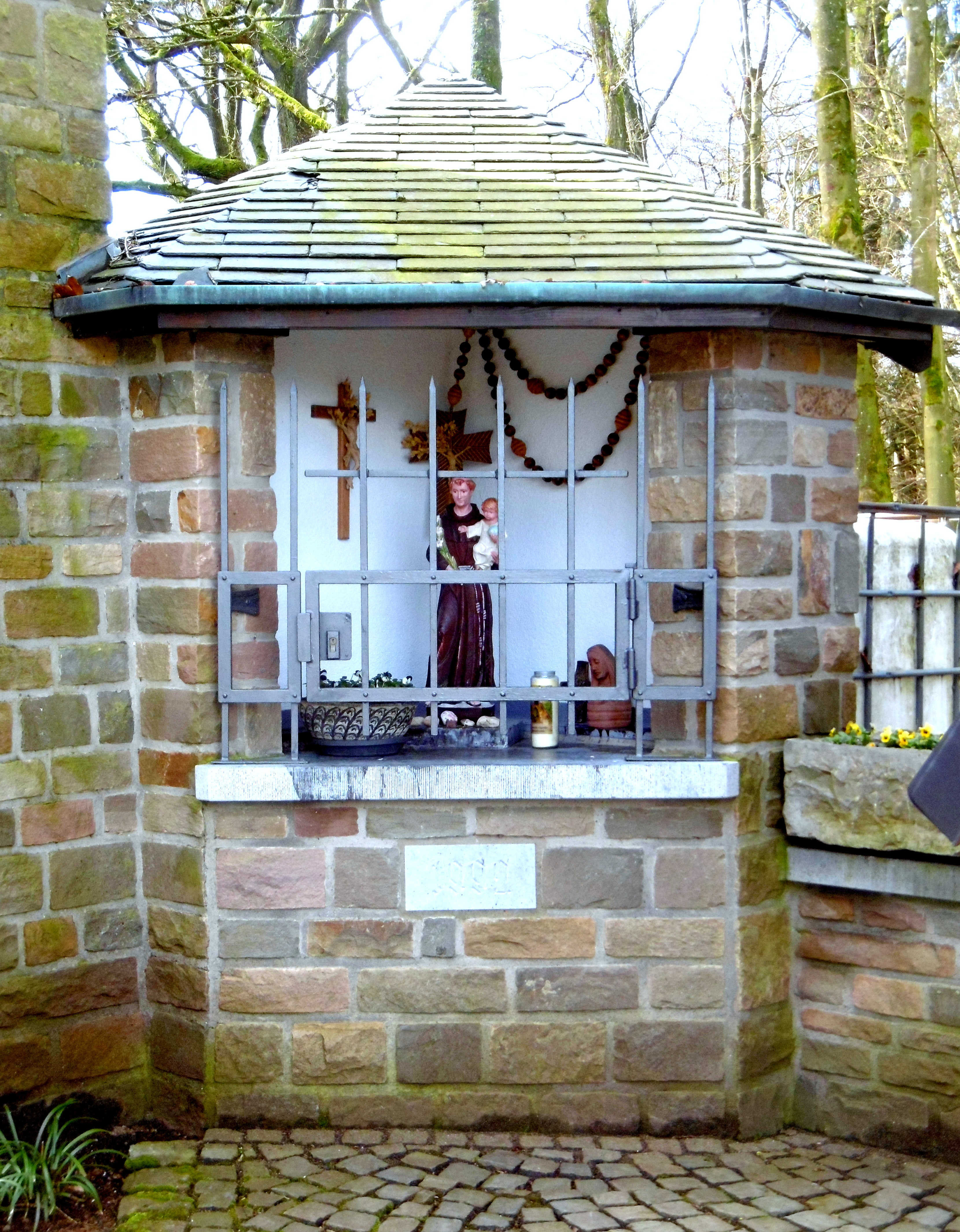
Antonius-Bildstock
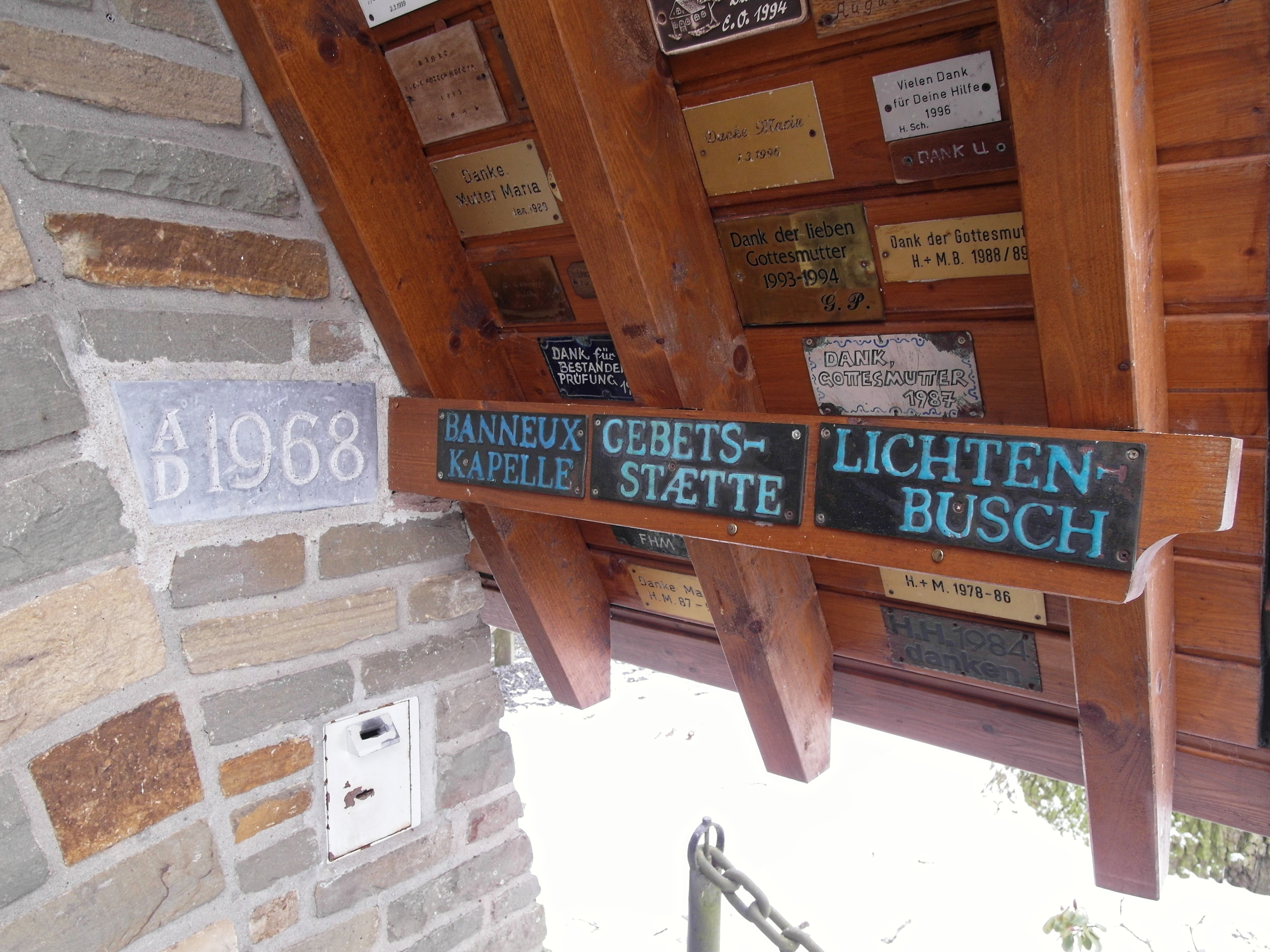
Votivtafeln
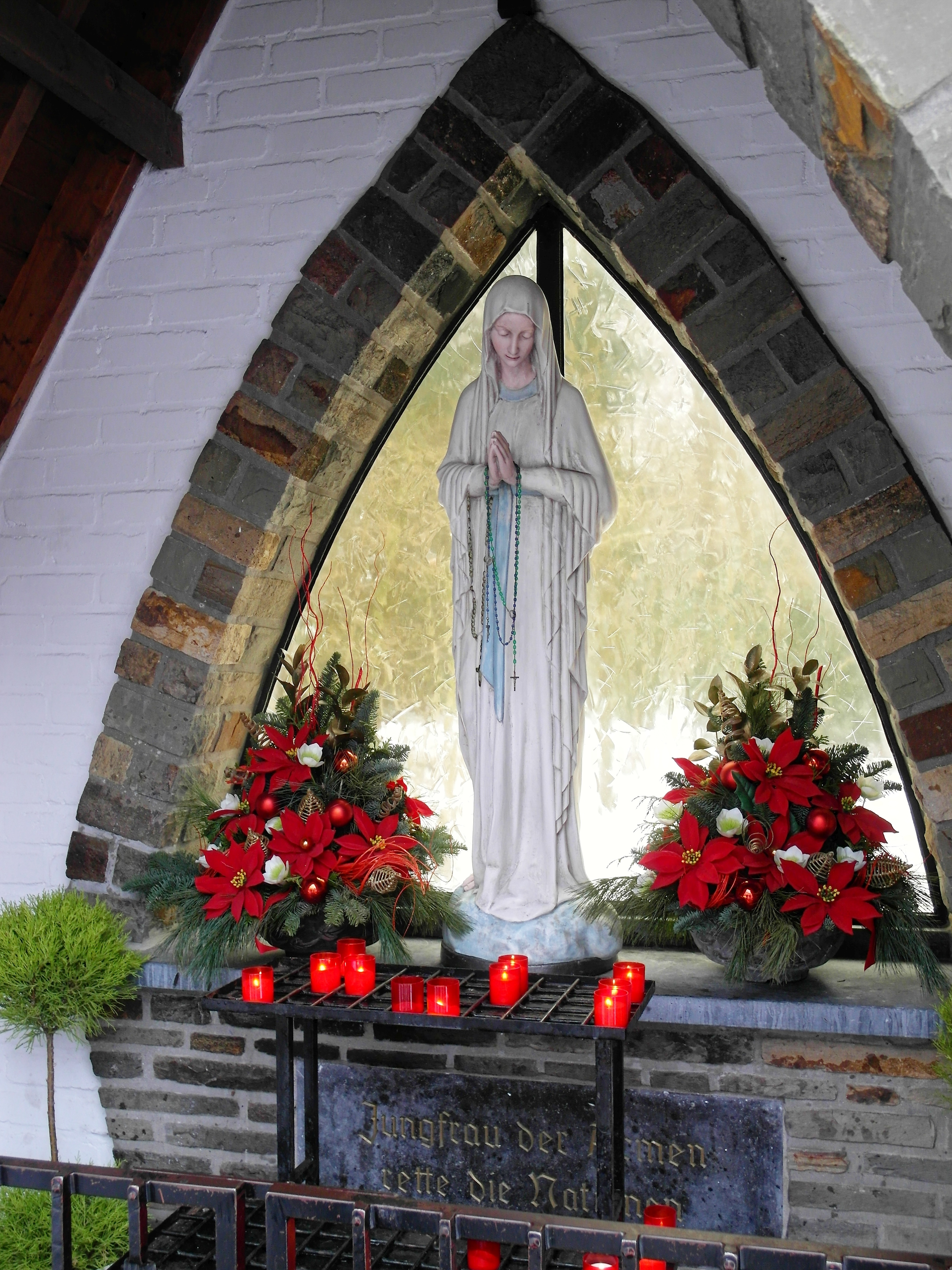
Mariennische

Der ursprüngliche Kapellenbau von 1968 ist ein schmales Gebäude aus Raerener Bruchsteinen mit einem hohen, spitzen und weit vorkragenden Satteldach. Der Eingangsbereich ist als Spitzbogen mit einer hohen Öffnung mit einem metallenen Schutzgitter ausgeführt. Die Rückwand hat ein gleich großes Spitzbogenfenster mit einem gelbbeschichteten Glas. Vor dem Fenster steht auf einem breiten Sockel beziehungsweise Altar, in den eine Steintafel mit der Inschrift „Jungfrau der Armen rette die Nationen“ eingelassen ist, die geschenkte Madonna aus Banneux. Die Figur wird von jahreszeitlichem Blumenschmuck flankiert; davor steht ein Opferlichtständer mit meist brennenden Kerzen. An den Innenflächen des vorstehenden Dachaufbaus sind zahlreiche Votivtäfelchen und verschiedene Sinnsprüche angebracht. Über dem Eingangsbogen hängt eine Wappenscheibe der Hubertusschützen. Rechts vom Eingang sind ein Blaustein mit der Inschrift „A.D.1968“ und darunter ein abschließbares „Kassenhäuschen“ in die Wand eingelassen.
Über einen hüfthohen Steinsockel links der Marienkapelle besteht eine Verbindung zu dem Antoniusbildstock, in dessen trapezförmiger Figurennische hinter einem Schutzgitter eine Statue des hl. Antonius mit dem Jesuskind auf dem Arm steht. Hinter der Figur hängt an der Wand ein Rosenkranz mit einem kleinen Holzkreuzanhänger. Im Sockel unter der Figurennische befindet sich ein weiterer Blaustein mit der Jahreszahl 1992.
Direkt im Anschluss links vom Bildstock steht der querrechteckige hohe Turm von 1992, in dessen Vorderwand reliefartig ein Kreuz eingearbeitet ist. Unter dem ebenfalls vorkragenden Satteldach befindet sich auf Vorder- und Rückseite eine kleine spitzbogige Schallöffnung für das Glöckchen, das täglich zur Mittagszeit um 12:00 Uhr läutet.
Die Außenanlage ist gepflastert und mit einer durchlässigen Metallkette abgetrennt. Mehrere Holzbänke mit Blick auf die Kapelle laden zum Verweilen ein.